# Miconia rufa
Miconia rufa är en tvåhjärtbladig växtart som först beskrevs av August Heinrich Rudolf Grisebach, och fick sitt nu gällande namn av José Jéronimo Triana. Miconia rufa ingår i släktet Miconia och familjen Melastomataceae. Inga underarter finns listade i Catalogue of Life.